# Canal de Marie-Galante

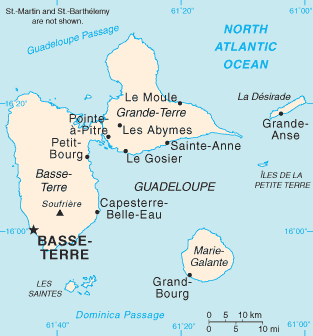
Canal de Marie-Galante, entre Marie-Galante e Guadalupe

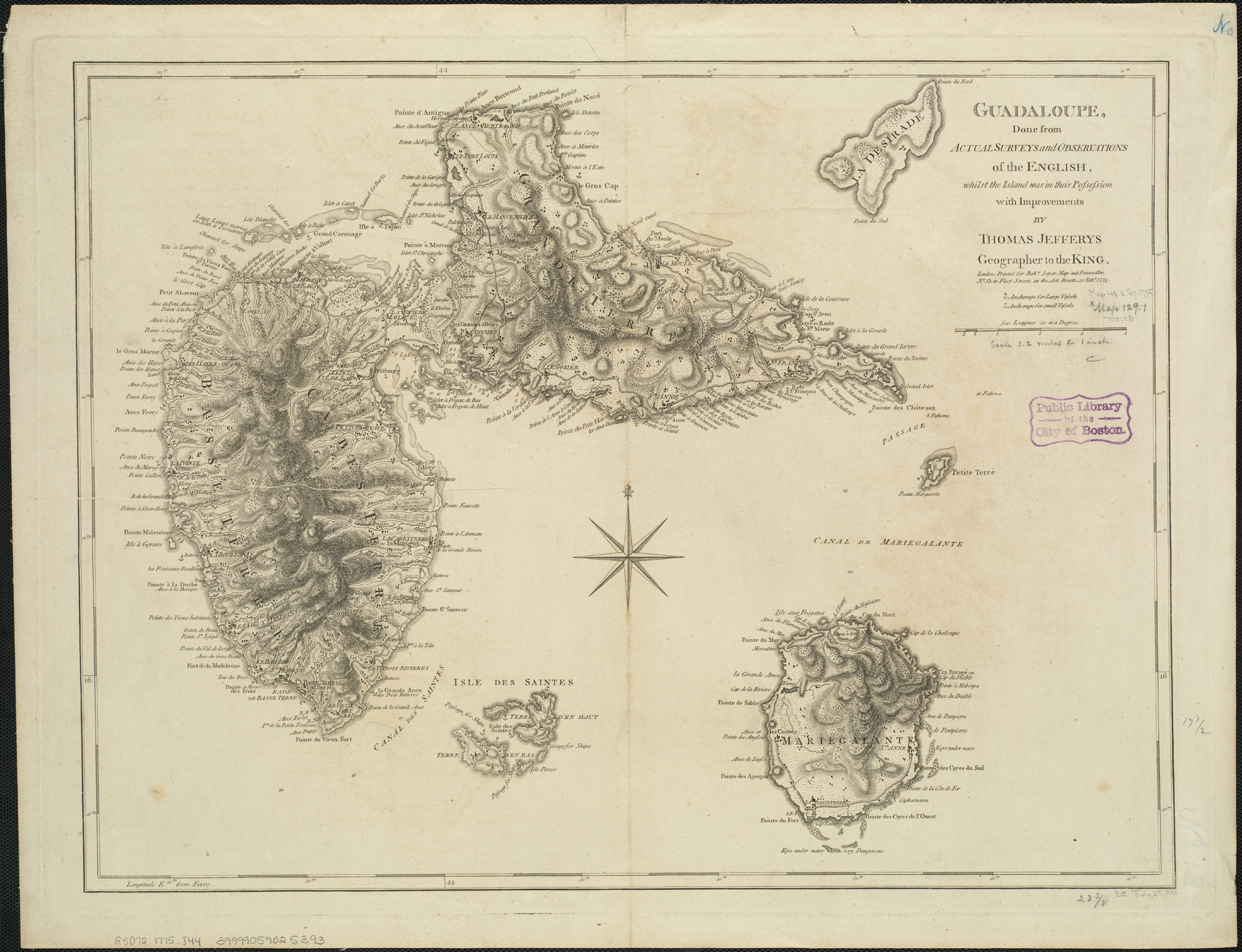
Canal de Marie-Galante

O Canal de Marie-Galante é um estreito nas Caraíbas, que separa a ilha de Marie-Galante da ilha de Guadalupe e das Îles des Saintes.